# Poti do srca
Poti do srca je studijski album kantavtorja Giannija Rijavca, ki je izšel pri založbi ZKP na glasbeni CD plošči leta 2008.

## O albumu
Albumu Giannijevih ljubezenskih pesmi in balad je priložena knjižica z besedili in fotografijami.

## Seznam posnetkov
Vse pesmi je napisal in uglasbil Gianni Rijavec, razen, kjer je drugače napisano.
| CD              | CD                                          | CD              | CD              | CD                       | CD      |
| Št.             | Naslov                                      | Besedilo        | Glasba          | Priredba                 | Dolžina |
| --------------- | ------------------------------------------- | --------------- | --------------- | ------------------------ | ------- |
| 1.              | „Potrkaj na srce‟                           |                 |                 | G. Rijavec, I. Peternelj | 2:49    |
| 2.              | „Tam nad vrhovi sanj‟                       | L. Oblak        | B. Zuljan       | B. Zuljan                | 3:20    |
| 3.              | „Dlan s srca‟                               |                 | M. Merljak      | M. Merljak               | 4:19    |
| 4.              | „Ogenj ljubezni‟                            |                 |                 | S. Fajon                 | 3:12    |
| 5.              | „V objemu strasti‟                          | B. Zuljan       | B. Zuljan       | B. Zuljan                | 4:26    |
| 6.              | „Urška‟                                     | L. Oblak        |                 | G. Rijavec, I. Peternelj | 5:54    |
| 7.              | „Prebudi me‟                                |                 |                 | M. Merljak               | 2:58    |
| 8.              | „Probudi me‟                                |                 |                 | M. Merljak               | 2:58    |
| 9.              | „Tam nad vrhovi sanj‟ (festivalska verzija) | L. Oblak        | B. Zuljan       | P. Greblo                | 3:19    |
| 10.             | „Na srce pokucaj‟                           | L. Oblak        |                 | G. Rijavec               | 2:29    |
| Skupna dolžina: | Skupna dolžina:                             | Skupna dolžina: | Skupna dolžina: | Skupna dolžina:          | 33:24   |

## Sodelovanje na festivalih
Nekatere pesmi z albuma so bile predstavljene na festivalih:
- »Probudi me« (posnetek 8): Festival Stari Grad 2006 v Novem Pazarju v Srbiji
- »Tam nad vrhovi sanj« (posnetek 2): Slovenska popevka 2008

## Sodelujoči
- Gianni Rijavec – vokal
- Sandi Blažič
- Sandi Kokošar
- Tina Gačnik
- Marko Deferri
- Iztok Černe
- Blaž Hribar
- Sandra Božič

### Produkcija
- Mitja Krže – tonski mojster
- Grega Florjanič – producent
- Dejan Nikolič – fotografije
- Dejan Turnšek – grafična podoba